# Cubocephalus cincticornis
Cubocephalus cincticornis là một loài tò vò trong họ Ichneumonidae.